# Pergdalembiro
Pergdalembiro est une localité du département de Iolonioro, dans la province du Bougouriba (région du Sud-Ouest) au Burkina Faso. En 2006, cette localité comptait 222 habitants dont 55,9% de femmes.